# Alopécie androgénétique
 Mise en garde médicale
La calvitie, également connue sous le nom d’alopécie androgénétique, est un type de perte de cheveux qui apparaît progressivement et selon un schéma caractéristique. Elle débute après la puberté . Chez les hommes, elle commence par le sommet et l'avant du cuir chevelu. Chez les femmes, cela se manifeste généralement par un amincissement des cheveux. Bien qu’elle soit associée aux maladies cardiaques et au cancer de la prostate, la perte de cheveux en elle-même est sans gravité.
On pense que la perte de cheveux masculine est due à une combinaison de facteurs génétiques et de l'hormone mâle dihydrotestostérone . La cause de la perte de cheveux chez les femmes reste incertaine. Un fils dont le père est atteint présente un risque cinq fois plus élevé d'être atteint. Plusieurs gènes sont impliqués. Chez les femmes, elle survient souvent pour la première fois un à six mois après un facteur de stress important.
On peut choisir d'accepter simplement la situation. Sinon, les traitements peuvent inclure le minoxidil, le finastéride, le dutastéride ou la chirurgie de greffe de cheveux. Ces médicaments peuvent prendre six mois pour faire effet. Chez les femmes, la spironolactone peut également être utilisée. L’utilisation du finastéride et du dutastéride chez les femmes n’est pas bien étudiée et peut entraîner des malformations congénitales si elles sont prises pendant la grossesse.
La perte de cheveux à l’âge de 50 ans touche environ la moitié des hommes et un quart des femmes. Jusqu’à 80 % des hommes de plus de 70 ans peuvent être touchés. Cette affection devient plus fréquente après la ménopause. Les personnes blanches sont plus fréquemment touchées que les personnes de couleur.